# Tiefenberg (Ofterschwang)
Tiefenberg (mundartlich: Tiafəbearg) ist ein Gemeindeteil der Gemeinde Ofterschwang im bayerisch-schwäbischen Landkreis Oberallgäu.

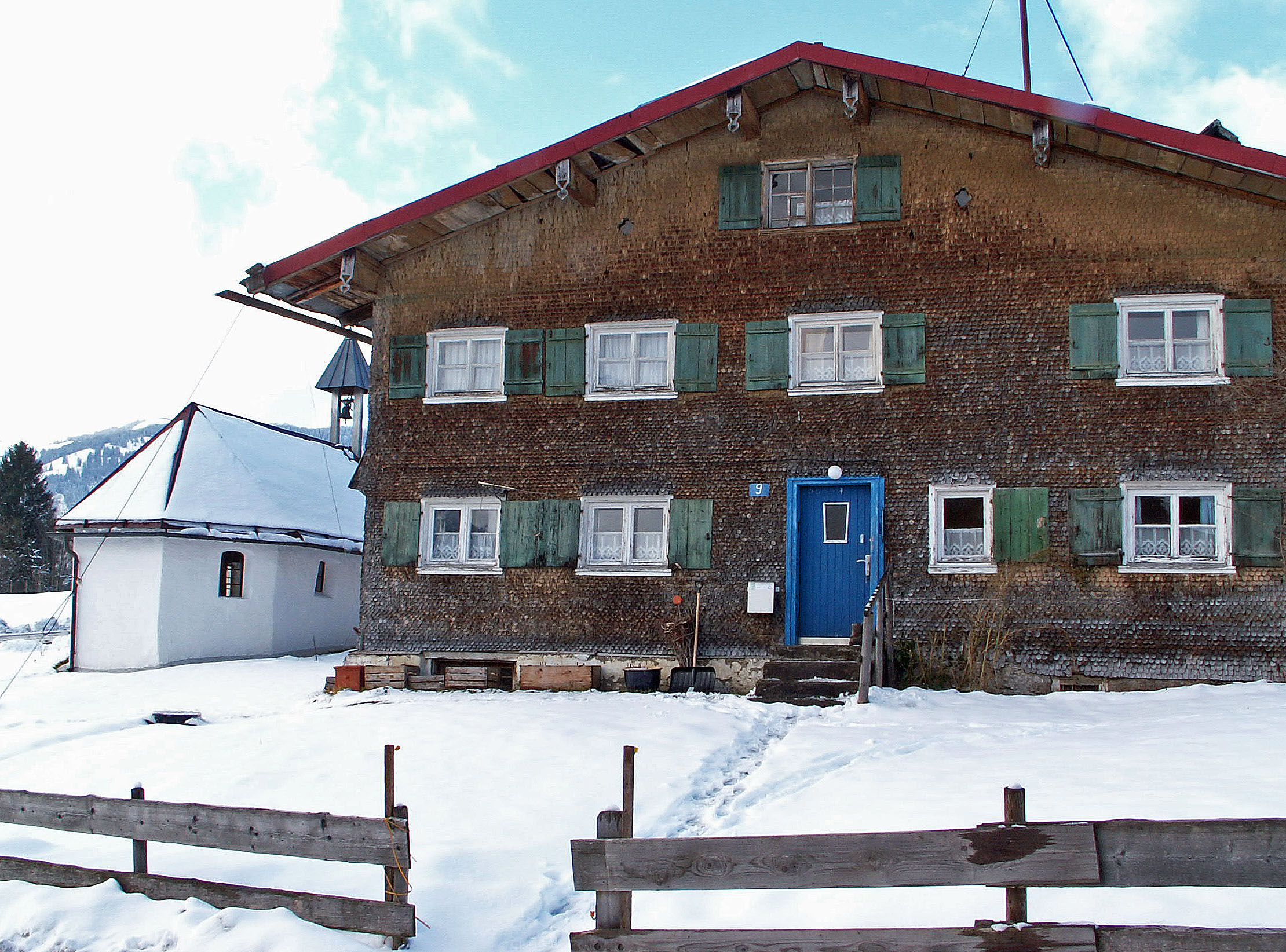
Dreifaltigkeitskapelle in Tiefenberg

## Geographie
Das Dorf liegt circa zwei Kilometer östlich des Hauptorts Ofterschwang. Östlich von Tiefenberg fließt die Iller und auch die Bundesstraße 19 verläuft hier.

## Ortsname
Der Ortsname ist eine Klammerform von Tiefenmoosberg. Dieser bezieht sich auf das nahe Tiefenberger Moos und bedeutet (Siedlung) an/auf dem tief gelegenen Moos. Historische Bezeichnung in Belegen über die Jahrhunderte hinweg, sind Tyffen-, Tuͤffen-, Tuffen-, Tuiffen-, Thieffen-, Thüeffen- und Düeffenberg.

## Geschichte
Tiefenberg wurde erstmals urkundlich im Jahr 1239 in einer päpstlichen Bulle erwähnt, die dem Kloster Irsee einen Besitz zu Tieffenberc bestätigt. Im Jahr 1451 wurden 22 rotenfelsische Eigenleute in Tiefenberg gezählt. Im Jahr 1657 wurde die Dreifaltigkeitskapelle erbaut. 1830 fand die Vereinödung des Ortes statt.

## Baudenkmäler
Siehe: Liste der Baudenkmäler in Tiefenberg